# Chrysodema foraminifera
Chrysodema foraminifera es una especie de escarabajo del género Chrysodema, familia Buprestidae. Fue descrita científicamente por Lansberge en 1879.